# Варен (Квебек)
Варен (фр. Varennes) је град у Канади у покрајини Квебек. Према резултатима пописа 2011. у граду је живело 20.994 становника.

## Географија

### Клима
| Клима (Варен)      | Клима (Варен) | Клима (Варен) | Клима (Варен) | Клима (Варен) | Клима (Варен) | Клима (Варен) | Клима (Варен) | Клима (Варен) | Клима (Варен) | Клима (Варен) | Клима (Варен) | Клима (Варен) | Клима (Варен) |
| Показатељ \ Месец  | .Јан.         | .Феб.         | .Мар.         | .Апр.         | .Мај.         | .Јун.         | .Јул.         | .Авг.         | .Сеп.         | .Окт.         | .Нов.         | .Дец.         | .Год.         |
| ------------------ | ------------- | ------------- | ------------- | ------------- | ------------- | ------------- | ------------- | ------------- | ------------- | ------------- | ------------- | ------------- | ------------- |
| [ тражи се извор ] |               |               |               |               |               |               |               |               |               |               |               |               |               |

## Становништво
Према резултатима пописа становништва из 2011. у граду је живело 20.994 становника, што је за 0,2% више у односу на попис из 2006. када је регистровано 20.950 житеља.
| 2006.  | 2011.  |
| ------ | ------ |
| 20.950 | 20.994 |